# هری درایور
هری درایور (انگلیسی: Harry Driver؛ (۱۳ مه ۱۹۳۱ – ۲۵ نوامبر ۱۹۷۳) فیلم‌نامه‌نویس و مدیر اجرایی تولیدِ تلویزیونی اهل بریتانیا بود.
از فیلم‌ها یا مجموعه‌های تلویزیونی که وی در آن‌ها نقش داشته است، می‌توان به خانه پربرکت اشاره نمود.